# Єлішевич Аркадій Танхумович
Арка́дій Танху́мович Єліше́вич (*17 липня 1932 — †24 квітня 2002) — науковець, доктор технічних наук, професор Донецького політехнічного інституту.

## Біографія
Народився 17 липня 1932 року в Дніпропетровську. В роки Другої світової війни перебував у евакуації в м. Селюкта Киргизької РСР. У 1946 р. переїхав до Донецька, де у 1950 р. закінчив середню школу і в цьому ж році поступив до Донецького індустріального інституту.
1955 року закінчив Донецький індустріальний інститут, одержавши кваліфікацію гірничого інженера-технолога за спеціальністю «Збагачення корисних копалин». Довгі роки працював на виробництві (1955 — 1981), пройшовши шлях від змінного майстра (ЦЗФ Микитівська у Горлівці) до головного збагачувача дирекції із виробництва об'єднання «Донецьквуглезбагачення». Брав участь у реконструкції ряду вуглезбагачувальних фабрик Донецького регіону — Чумаківської, Кальміуської, Колосниківської, Краснолиманської. Керував впровадженням нової на той час технології зневоднення відходів флотації на фільтр-пресах. Вніс суттєвий внесок у створення вітчизняної технології брикетування вугілля з нафтозв'язуючими.
Певний час працював (02.1981-09.1981) в Інституті фізико-органічної хімії та вуглехімії АН України — ст. наук. співр відділу енергохімічної переробки вугілля.
У 1969 р. захистив кандидатську дисертацію. Провідною сферою його наукових зацікавленостей стає брикетування кам'яного вугілля, — саме в цій галузі він у 1978 році захищає докторську дисертацію: «Теоретичні та експериментальні дослідження, розробка та впровадження технології брикетування вугілля».
Від 09.1981 року його трудова діяльність пов'язана з Донецьким політехнічним інститутом. Професор (1981—1987), завідувач кафедри «Збагачення корисних копалин» (1987—1994). Залишив роботу у зв'язку з виїздом в Ізраїль на постійне місце проживання.
Зробив внесок у модернізацію матеріальної бази кафедри, оснащення її новими установками і приладами, у розвиток прикладної ефективності навчального процесу при підготовці інженерів-збагачувачів.
Основний науковий напрям — теорія і практика збагачення дрібнозернистого вугілля і брикетування корисних копалин. Заклав основи нового наукового напряму із масляної селекції вугілля. Стояв біля витоків і фактично очолив наукову школу «Спеціальні методи збагачення, зневоднення і грудкування тонко- і дрібнодисперсного вугілля», до якої, зокрема, належать Білецький Володимир Стефанович та Сергєєв Павло Всеволодович, а також Ю. Л. Папушин, В. І. Залевський, А.Кхелуфі, Л. О. Коткіна, Ш. Ж. Курманкулов та інші.
Підготував 2 доктори і 5 кандидатів наук.

## Творчий доробок
Опублікував понад 200 наукових робіт, зокрема 2 навчальні посібники, 50 винаходів.
Монографії:
- «Брикетирование полезных ископаемых» (видання 1989 і 1990),
- «Обогащение ультратонких углей» (1986).
- Елишевич А. Т. Брикетирование угля со связующими/ М., Недра, 1972.
- Елишевич А. Т. Справочное пособие работнику обогатительной фабрики. Донецк: Донбасс, 1978. 7,4 п.л.